# Giovanni Magno
Giovanni Magno (vero nome Johan Månsson, poi latinizzato in Johannes Magni e, infine, in Johannes Magnus; Linköping, 19 marzo 1488 – Roma, 22 marzo 1544) è stato un arcivescovo cattolico, teologo, storico e genealogista svedese, arcivescovo di Uppsala dal 1523 al 1544.

## Biografia
Giovanni Magno nacque a Linköping, figlio di Måns Pedersson e di sua moglie Kristina. Johannes fu scelto dal re Gustavo I Vasa per diventare arcivescovo di Uppsala, primate della Chiesa di Svezia, nel 1523. Mentre si preparava a recarsi a Roma per essere ordinato, una bolla papale di Papa Clemente VII impose che Gustav Trolle, arcivescovo in esilio, fosse reintegrato nella carica, definendo illegittima la sua deposizione.
Trolle era considerato un traditore della patria, ed il sovrano non poteva permettere che si insediasse nuovamente. Ignorò la bolla e fece insediare Giovanni Magno senza l'accettazione da parte del Papa. Dopo poco tempo, però, Giovanni Magno si ribellò, dichiarando il suo scontento verso gli insegnamenti luterani di Olaus e Laurentius Petri, sostenuti dal re. Quest'ultimo, di conseguenza, lo inviò in Russia in qualità di diplomatico nel 1526. Giovanni ebbe cura di non tornare in patria in questo periodo, sapendo di essere indesiderato. Gustavo nominò Laurentius Petri nuovo Arcivescovo nel 1531.
Nel frattempo suo fratello minore Olao Magno, si era recato a Roma per discutere della questione riguardante Gustav Trolle con il pontefice. Nel 1533, alla fine della sua indagine, Clemente VII decise che Giovanni fosse il più appropriato successore, e questi si recò a Roma per essere ordinato. Poiché, però, la Svezia non accettava più ordini dal Papato, entrambi i fratelli restarono in Italia per il resto della loro vita.
Giovanni visse gli ultimi anni tra Venezia e Roma, ove scrisse due opere di storia sulla Svezia: la Historia de omnibus Gothorum Sueonumque regibus e la Historia metropolitanæ ecclesiæ Upsaliensis. Dopo la morte di Giovanni (1544) ebbe fine la successione di Arcivescovi di Uppsala consacrati dal Papa di Roma. Suo fratello Olao fu nominato Arcivescovo di Uppsala nello stesso anno, ma non poté mai raggiungere la Svezia.

## Opere

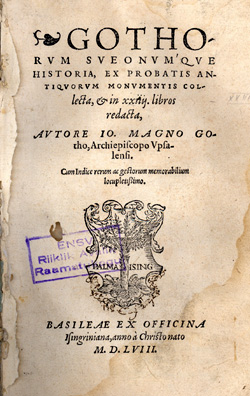
L'edizione del 1558 della Historia de omnibus gothorum sueonumque regibus, con due capitoli scritti da Olao Magno

La Historia de omnibus Gothorum Sueonumque regibus ("Storia di tutti i Re dei Goti e degli Svedesi") è un'opera sulla storia della Svezia, stampata postuma a Roma nel 1544 da Olao. Questi la inviò in Svezia, con una dedica ai duchi Erik, Giovanni, Magnus e Carlo. In seguito fu ripubblicata più volte, e fu tradotta in svedese per la prima volta nel 1620 da Ericus Schroderus.
Giovanni fece un uso creativo della Getica di Giordane e delle opere di Saxo Grammaticus per dipingere una storia del popolo svedese, dei suoi sovrani e dei "goti all'estero". Sosteneva che Magog, figlio di Jafet, fosse stato il primo re di Svezia. I primi 16 volumi riguardano il periodo prima dell'anno 1000.